# Doridomorpha gardineri
Doridomorpha gardineri Eliot, 1903 è un mollusco nudibranchio della famiglia Arminidae. È l'unica specie nota del genere Doridomorpha e della famiglia Doridomorphidae.

## Distribuzione e habitat
La specie è diffusa nelle Filippine.